# بیلی فریت
بیلی فریت (انگلیسی: Billy Frith; ۹ ژوئن ۱۹۱۲ – ۱۹۹۶ (۸۳−۸۴ سال)) بازیکن فوتبال اهل بریتانیا بود.
از باشگاه‌هایی که در آن بازی کرده‌است می‌توان به باشگاه فوتبال منزفیلد تاون، باشگاه فوتبال چسترفیلد، باشگاه فوتبال کاونتری سیتی، باشگاه فوتبال وورکساپ تاون، و باشگاه فوتبال پورت ویل اشاره کرد.